# Coupe d'Europe féminine des vainqueurs de coupe de hockey sur gazon
La Coupe d'Europe féminine des vainqueurs de coupe de hockey sur gazon est une ancienne compétition européenne de hockey sur gazon organisée par la Fédération européenne de hockey qui réunissait les vainqueurs des Coupes de chaque pays européen. La première édition a lieu en 1990 et la dernière en 2009.

## Format
La Coupe se dispute sous forme de tournoi au printemps de chaque année. Dès 1992, la compétition est séparée en deux niveaux, la EuroHockey Cup Winners Cup, réservée aux vainqueurs de coupe des meilleures nations et la EuroHockey Cup Winners Trophy. En fonction des résultats de la saison, les nations sont promues ou reléguées. En 2009, un troisième niveau est créé, la EuroHockey Cup Winners Challenge. 

## Palmarès
| N° | Édition | Vainqueur                         | Finaliste                         | Lieu de la finale |
| -- | ------- | --------------------------------- | --------------------------------- | ----------------- |
| 1  | 1991    | Rhythm Grodno (nl)                | Sutton Coldfield Hockey Club (en) | Wassenaar         |
| 2  | 1992    | Sutton Coldfield Hockey Club (en) | VMH&CC MOP (nl)                   | Vught             |
| 3  | 1993    | HGC                               | Hightown Hockey Club (en)         | Birmingham        |
| 4  | 1994    | RTHC Bayer Leverkusen (de)        | SKIF Moscou                       | Cardiff           |
| 5  | 1995    | Rüsselsheimer Ruder-Klub 08 (de)  | Slough Hockey Club (en)           | Groningue         |
| 6  | 1996    | Hightown Hockey Club (en)         | Berliner HC                       | Rotterdam         |
| 7  | 1997    | HC Kampong                        | Ipswich Hockey Club (en)          | Kampong           |
| 8  | 1998    | AH&BC Amsterdam                   | Dinamo Sumy                       | Louvain           |
| 9  | 1999    | AH&BC Amsterdam                   | Berliner HC                       | Terrassa          |
| 10 | 2000    | KTHC Stadion Rot-Weiss            | AH&BC Amsterdam                   | Cologne           |
| 11 | 2001    | AH&BC Amsterdam                   | Klipper THC (de)                  | Rome              |
| 12 | 2002    | HC Rotterdam                      | Leicester Hockey Club (en)        | Ourense           |
| 13 | 2003    | HC Rotterdam                      | Sintez Dzerjinsk                  | Rotterdam         |
| 14 | 2004    | Larensche Mixed Hockey Club (nl)  | Canterbury Hockey Club (en)       | Laren             |
| 15 | 2005    | AH&BC Amsterdam                   | Chelmsford Hockey Club (en)       | Cologne           |
| 16 | 2006    | AH&BC Amsterdam                   | KTHC Stadion Rot-Weiss            | Édimbourg         |
| 17 | 2007    | Club Campo de Madrid              | KTHC Stadion Rot-Weiss            | Madrid            |
| 18 | 2008    | Berliner HC                       | Slough Hockey Club (en)           | Paris             |
| 19 | 2009    | AH&BC Amsterdam                   | Club Campo de Madrid              | Manchester        |